# فریادکش جنوبی
فریادکش جنوبی (نام علمی: Chauna torquata) نام یک گونه از تیره فریادکش است.

## نگارخانه

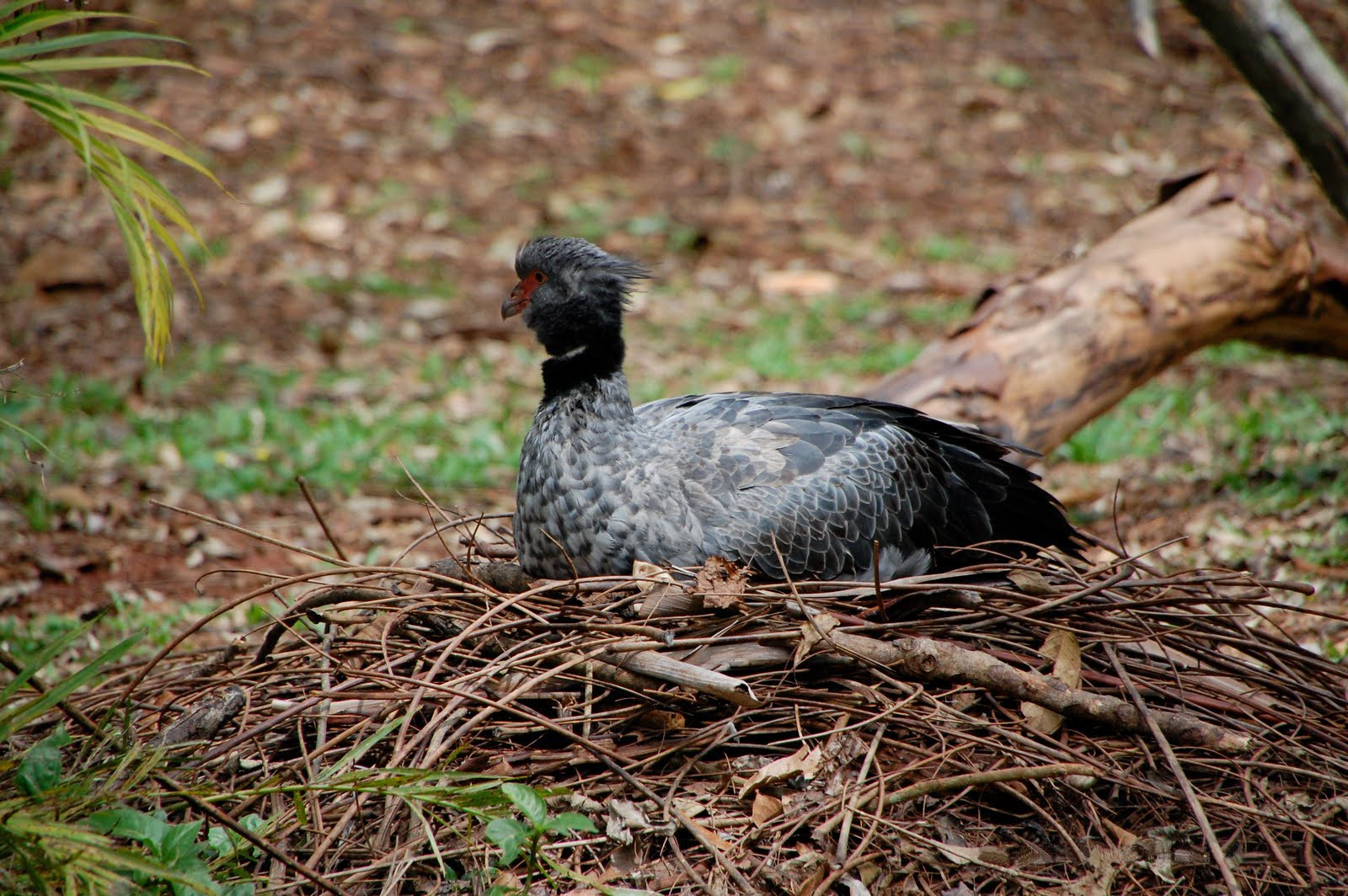
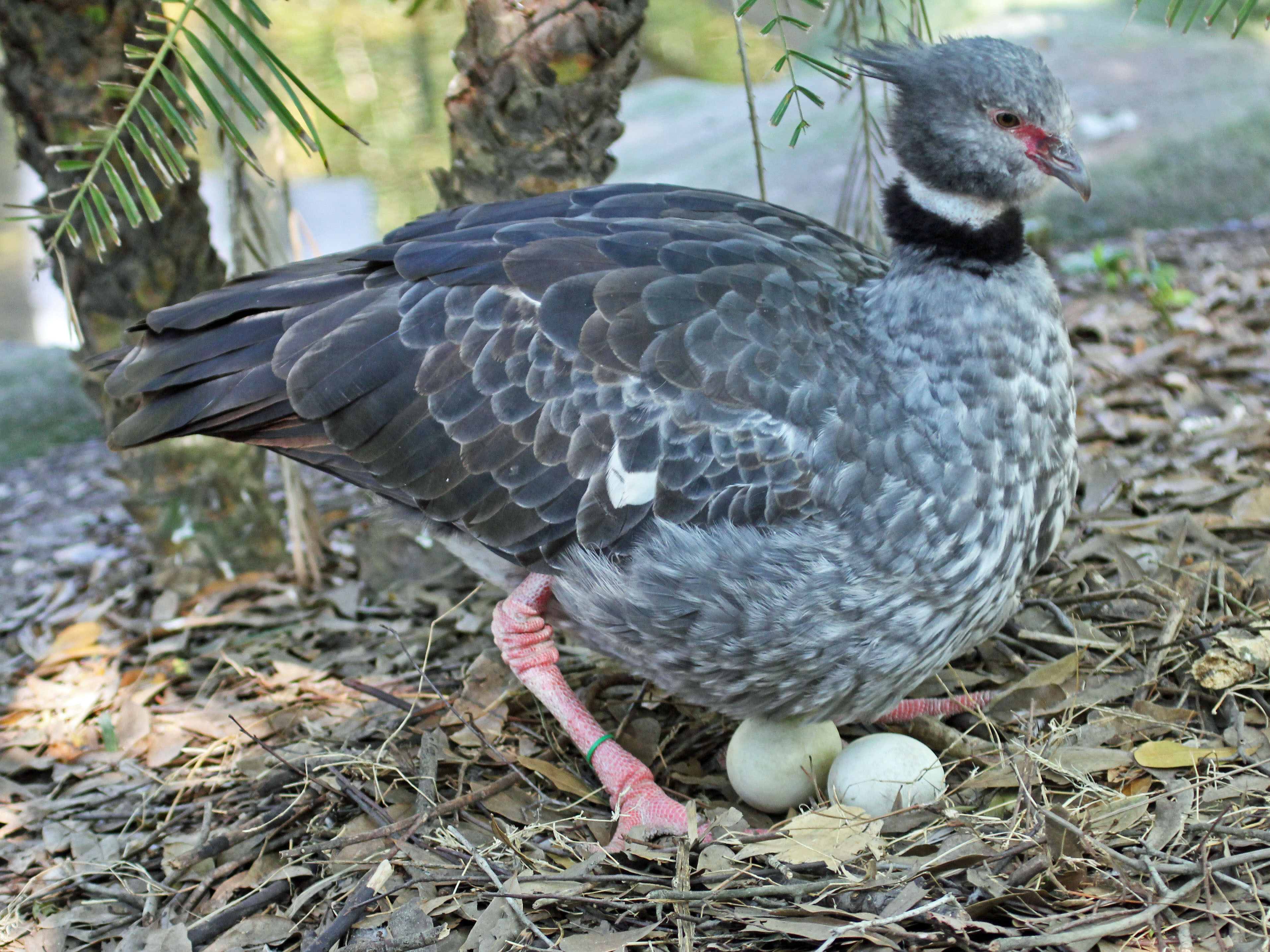
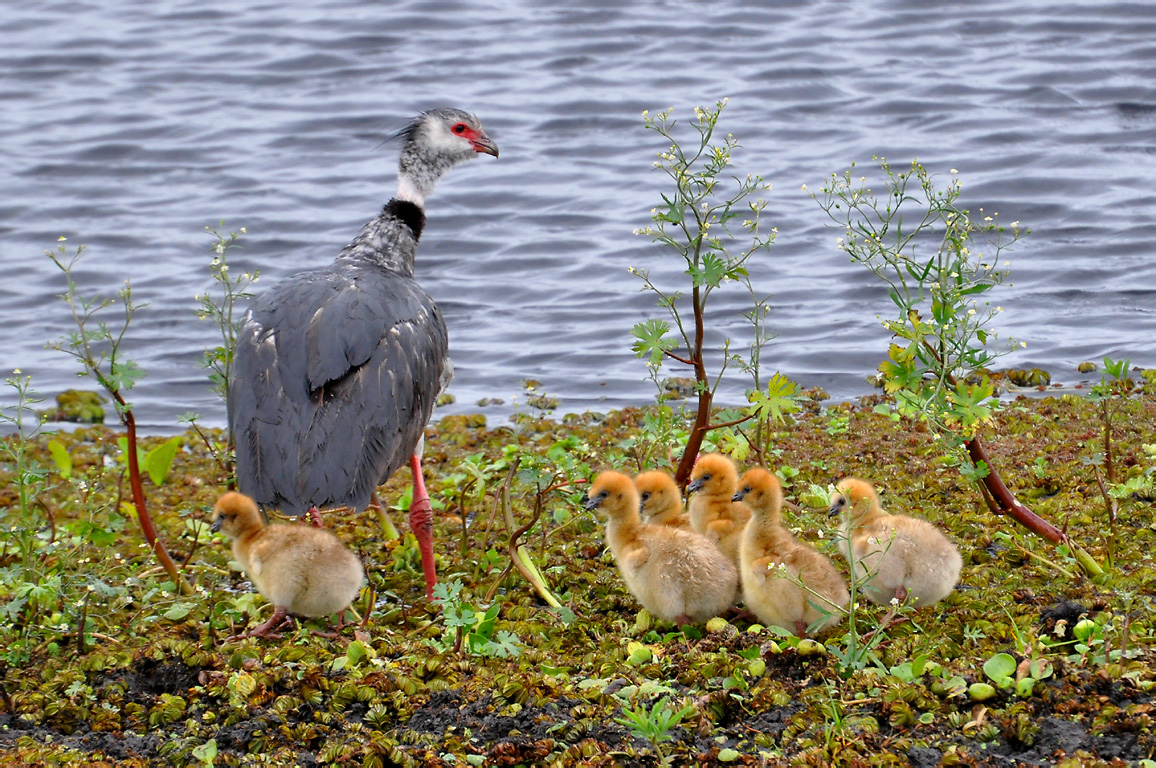
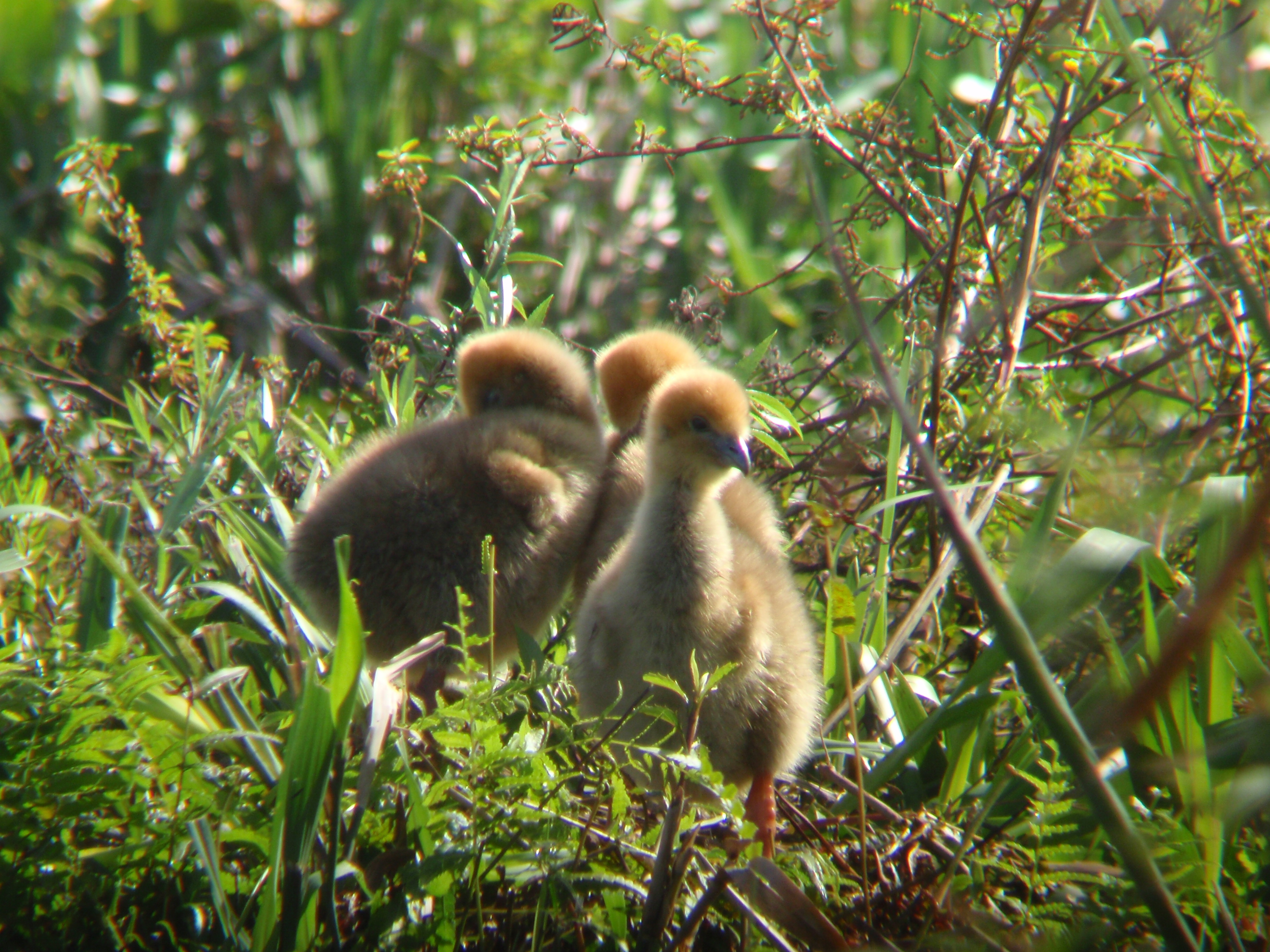
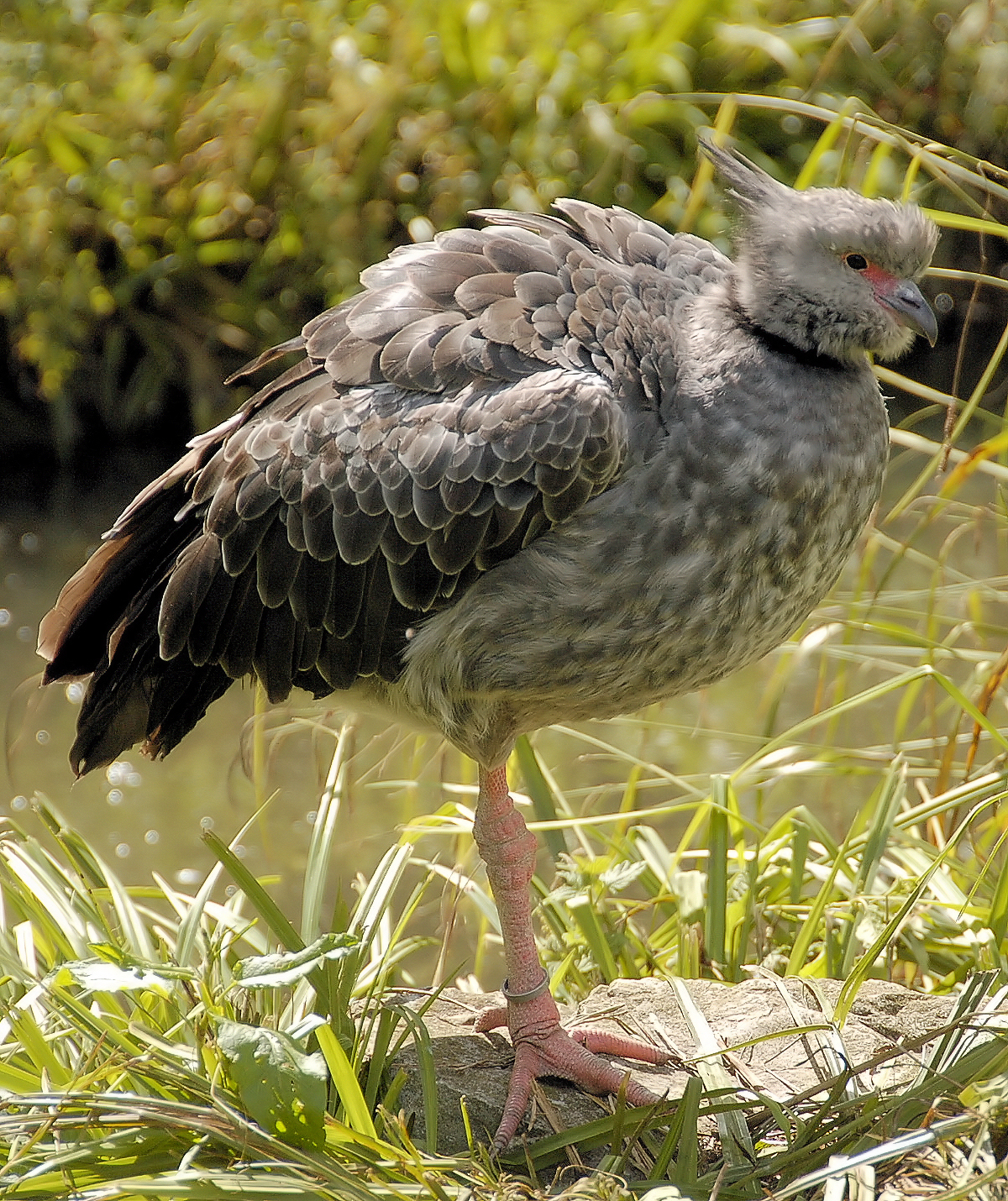
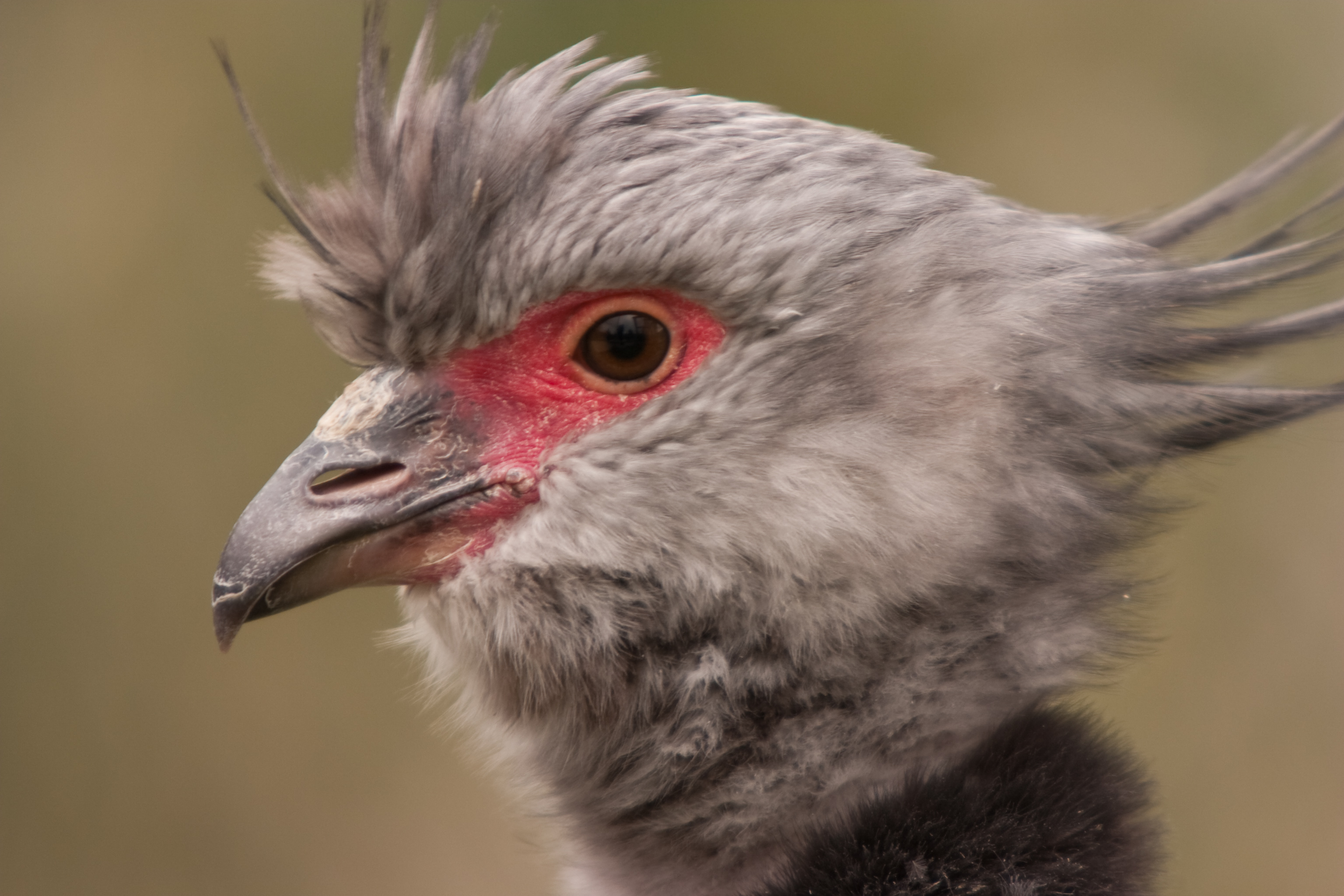
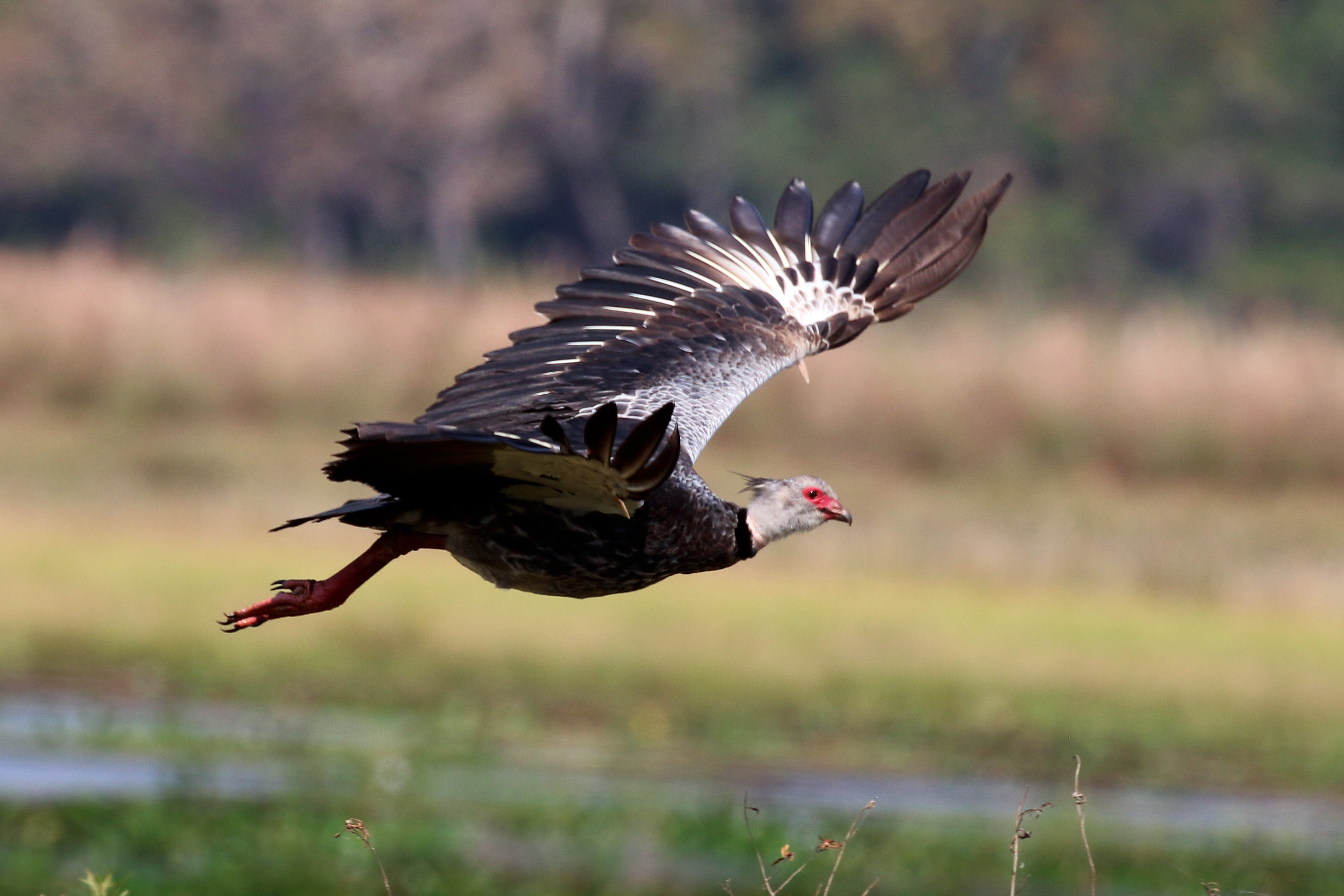